# Архиереевка
Архиереевка — деревня в Усольском районе Иркутской области России. Входит в состав Большееланского муниципального образования. Находится примерно в 33 км к югу от районного центра.

## Население
| 2002 | 2010 | 2011 | 2012 |
| ---- | ---- | ---- | ---- |
| 9    | ↗55  | →55  | ↗62  |

По данным Всероссийской переписи, в 2010 году в деревне проживало 55 человек (26 мужчин и 29 женщин).